# Sopot Festival 1975
Sopot Festival 1975 – 15. edycja festiwalu muzycznego odbywającego się w sopockiej Operze Leśnej. Festiwal został zorganizowany w dniach 20–23 sierpnia 1975 roku a prowadzili go Andrzej Jaroszewski i Krzysztof Materna. Wygrał Brytyjczyk Glenn Weston z piosenką „I Still Love You”.

## Laureaci „Dnia Polskiego”
„Bursztynowego Słowika” – za interpretację utworu – zdobyła Rumunka Corine Chirac za wykonanie piosenki „Nigdy więcej” (muz. Wojciech Piętowski, sł. Andrzej Tylczyński). II nagrodę przyznano Annie Jantar, która zaśpiewała piosenkę premierową „Staruszek świat” (muz. Wojciech Trzciński, sł. Jerzy Kleyny). III nagroda trafiła do Bułgarki Doniki Venkovej za interpretację utworu „Dziwny jest ten świat” Czesława Niemena.

## Dzień polski (półfinał)
|    | Kraj            | Język  | Wykonawca          | Tytuł                          | Miejsce | Punkty |
| -- | --------------- | ------ | ------------------ | ------------------------------ | ------- | ------ |
| 01 | Węgry           | polski | Pepita             | „Czerwone słoneczko”           | 10      | 2      |
| 02 | NRD             | polski | Regina Thoss       | „Tak wiele jest radości”       | 10      | 2      |
| 03 | Finlandia       | polski | Kirka              | „Cała jesteś w skowronkach”    | 10      | 2      |
| 04 | Bułgaria        | polski | Donika Venkova     | „Dziwny jest ten świat”        | 3       | 16     |
| 05 | Wielka Brytania | polski | Glenn Weston       | „Tyle słońca w całym mieście”  | 6       | 10     |
| 06 | RFN             | polski | Betty Dorsey       | „Byłam ptakiem”                | 10      | 2      |
| 07 | Czechosłowacja  | polski | Karel Cerrnoch     | „Kołysanka matki”              | 10      | 2      |
| 08 | ZSRR            | polski | Raisa Marktczjan   | „Wszystko, co było”            | 10      | 2      |
| 09 | Austria         | polski | Goldie Ens         | „Najtrudniejszy pierwszy krok” | 9       | 4      |
| 10 | Portugalia      | polski | Lenita             | „Mam w ramionach świat”        | 10      | 2      |
| 11 | Włochy          | polski | Sandro Giacobbe    | „Nie obiecuj, nie przyrzekaj”  | 10      | 2      |
| 12 | RFN             | polski | Gilla              | „Bo z dziewczynami”            | 8       | 6      |
| 13 | Kanada          | polski | Diane Marchal      | „Nie bójmy się jesieni”        | 4       | 14     |
| 14 | NRD             | polski | Die Puhdys         | „Kołysanka matki”              | 10      | 2      |
| 15 | ZSRR            | polski | Jaak Joala         | „Nadchodzą jasne dni”          | 10      | 2      |
| 16 | Grecja          | polski | Christine          | „Sposób na czekanie”           | 10      | 2      |
| 17 | Liban           | polski | Sammy Clark        | „Najtrudniejszy pierwszy krok” | 10      | 2      |
| 18 | Kuba            | polski | Beatriz Marquez    | „Mamy tylko siebie”            | 7       | 8      |
| 19 | Czechosłowacja  | polski | Pavlo Hammel Modus | „Obok nas”                     | 10      | 2      |
| 20 | Rumunia         | polski | Corina Chiriac     | „Nigdy więcej”                 | 1       | 24     |
| 21 | Japonia         | polski | Koich Ise          | „Bo z dziewczynami”            | 10      | 2      |
| 22 | Czechosłowacja  | polski | Věra Špinarová     | „Tyle słońca w całym mieście”  | 10      | 2      |
| 23 | Polska          | polski | Anna Jantar        | „Staruszek świat”              | 2       | 20     |
| 24 | RFN             | polski | Marboo             | „Nie zapomnisz nigdy”          | 10      | 2      |
| 25 | ZSRR            | polski | Ludmiła Senczina   | „Wszystko przeminie”           | 5       | 12     |

## Finał (dzień międzynarodowy)
|    | Kraj            | Język      | Wykonawca        | Tytuł                                 | Miejsce | Punkty |
| -- | --------------- | ---------- | ---------------- | ------------------------------------- | ------- | ------ |
| 01 | Węgry           | węgierski  | Pepita           | „Vörös V.”                            | 8       | 16     |
| 02 | NRD             | niemiecki  | Regina Thoss     | „So viel is Freude”                   | 8       | 16     |
| 03 | Finlandia       | angielski  | Kirka            | „My Melody of Love”                   | 11      | 19     |
| 04 | Bułgaria        | bułgarski  | Donika Wenkowa   | „Mojat priatel wjatyryt”              | 4       | 32     |
| 05 | Wielka Brytania | angielski  | Glenn Weston     | „I Still Love You”                    | 1       | 132    |
| 06 | RFN             | niemiecki  | Betty Dorsey     | „Schenke mir heute ein bißchen Liebe” | 14      | 3      |
| 07 | Czechosłowacja  | francuski  | Karel Cerrnoch   | „Altatodal mama”                      | 9       | 7      |
| 08 | ZSRR            | rosyjski   | Raisa Marktczjan | „Wsie było”                           | 4       | 26     |
| 09 | Austria         | niemiecki  | Goldie Ens       | „Am schwierigste ersted”              | 12      | 7      |
| 10 | Portugalia      | angielski  | Lenita           | „Have With Arm All World”             | 6       | 24     |
| 11 | Włochy          | włoski     | Sandro Giacobbe  | „Il giardino proibito”                | 5       | 25     |
| 12 | RFN             | niemiecki  | Gilla            | „Willst du mit mir schlafen gehn?”    | 14      | 3      |
| 13 | Kanada          |            | Diane Marchal    | „Non savoir peur automne”             | 9       | 12     |
| 14 | NRD             | niemiecki  | Puhdys           | „Sturmvogel”                          | 15      | 2      |
| 15 | ZSRR            | rosyjski   | Jaak Joala       | „Другие слёзы”                        | 7       | 17     |
| 16 | Grecja          | angielski  | Christine        | „Way in Waiting”                      | 6       | 22     |
| 17 | Liban           | angielski  | Sammy Clark      | „Take Me With You”                    | 16      | 0      |
| 18 | Kuba            | hiszpański | Beatriz Márquez  | „Tener solo se”                       | 3       | 82     |
| 19 | Czechosłowacja  | czeski     | Pavlo Hammel     | „Učiteľka tanca”                      | 10      | 10     |
| 20 | Rumunia         | rumuński   | Corina Chiriac   | „Nicodata mnogo”                      | 3       | 82     |
| 21 | Japonia         | angielski  | Koich Ise        | „Sepie with Girls”                    | 5       | 25     |
| 22 | Czechosłowacja  | czeski     | Věra Špinarová   | „Andromeda”                           | 13      | 1      |
| 23 | Polska          | polski     | Anna Jantar      | „Staruszek świat”                     | 2       | 112    |
| 24 | RFN             | angielski  | Marboo           | „What About Love”                     | 14      | 3      |
| 25 | ZSRR            | rosyjski   | Ludmiła Senczina | „Wsie prochodit”                      | 13      | 5      |

## Jury
- Hiszpania: Augusto Alguero
- Jugosławia: Armando Moreno
- Grecja: Takis Cambas
- Norwegia: Ola Neegard
- NRD: Heinz Peter Hofmann
- Polska: Antoni Poszowski, Andrzej Ikanowicz, Andrzej Kurylewicz
- Wielka Brytania: Daniel Dandidge
- Węgry: Tamás Klenjánszky
- Kuba: Rafael Somavilla
- ZSRR: Jurij Tariwierdiew
- Bułgaria: Iwan Marianow
- Włochy: Danilo Vanoa

|                                                            | Głosy w finale                  |     |    |        |          |    |    |                 |    |      |    |    |        |    |
| PUNKTY                                                     | Razem                           |     |    | Grecja | Norwegia |    |    | Wielka Brytania |    | Kuba |    |    | Włochy |    |
| Uczestnicy                                                 | Węgry                           | 16  | –  | 4      | –        | –  | –  | –               | –  | 12   | –  | –  | –      | –  |
| Uczestnicy                                                 | NRD (Regina Thoss)              | 16  | –  | –      | –        | 3  | 12 | 1               | –  | –    | –  | –  | –      | –  |
| Uczestnicy                                                 | Finlandia                       | 19  | 5  | –      | –        | 6  | –  | –               | 5  | –    | –  | 3  | –      | –  |
| Uczestnicy                                                 | Bułgaria                        | 32  | 2  | 6      | 6        | 6  | –  | –               | –  | –    | –  | –  | 12     | 0  |
| Uczestnicy                                                 | Wielka Brytania                 | 132 | 12 | 12     | 12       | 12 | 10 | 10              | 12 | 10   | 12 | 10 | 10     | 10 |
| Uczestnicy                                                 | RFN (Betty Dorsey)              | 3   | –  | 0      | –        | 0  | –  | 0               | 3  | –    | –  | –  | –      | –  |
| Uczestnicy                                                 | Czechosłowacja (Karel Cerrnoch) | 7   | –  | –      | –        | –  | 3  | 4               | –  | –    | –  | –  | –      | –  |
| Uczestnicy                                                 | ZSRR (Raisa Marktczjan)         | 26  | –  | 1      | 1        | 5  | 5  | 3               | 1  | –    | –  | 12 | 3      | –  |
| Uczestnicy                                                 | Austria                         | 7   | –  | 3      | –        | –  | –  | –               | –  | –    | 4  | –  | –      | 3  |
| Uczestnicy                                                 | Portugalia                      | 24  | –  | –      | 7        | –  | –  | –               | 4  | –    | 8  | –  | –      | 5  |
| Uczestnicy                                                 | Włochy                          | 25  | 6  | 2      | 4        | –  | –  | –               | –  | –    | 1  | –  | –      | 12 |
| Uczestnicy                                                 | RFN (Gilla)                     | 3   | –  | –      | –        | 1  | –  | –               | 2  | –    | –  | –  | –      | –  |
| Uczestnicy                                                 | Kanada                          | 12  | –  | 0      | 3        | –  | –  | –               | 0  | 5    | –  | 0  | –      | 4  |
| Uczestnicy                                                 | NRD (Puhdys)                    | 2   | –  | –      | –        | 2  | –  | –               | –  | –    | –  | –  | –      | –  |
| Uczestnicy                                                 | ZSRR (Jak Joala)                | 17  | –  | –      | –        | 4  | 4  | 2               | –  | 1    | 0  | 5  | 2      | –  |
| Uczestnicy                                                 | Grecja                          | 22  | 4  | 5      | 12       | –  | –  | –               | –  | –    | 2  | –  | 5      | 1  |
| Uczestnicy                                                 | Liban                           | 0   | –  | –      | –        | –  | –  | –               | –  | –    | –  | –  | –      | –  |
| Uczestnicy                                                 | Kuba                            | 82  | 8  | 7      | 8        | 7  | 6  | 7               | 6  | 7    | 6  | 7  | 6      | 7  |
| Uczestnicy                                                 | Czechosłowacja (Pavlo Hammel)   | 10  | –  | –      | –        | –  | 2  | 5               | –  | 2    | –  | 1  | –      | –  |
| Uczestnicy                                                 | Rumunia                         | 82  | 7  | 8      | 7        | 8  | 7  | 6               | 7  | 6    | 7  | 6  | 7      | 6  |
| Uczestnicy                                                 | Japonia                         | 25  | 3  | –      | 2        | –  | –  | –               | 8  | 5    | 3  | –  | 4      | 2  |
| Uczestnicy                                                 | Czechosłowacja (Věra Špinarová) | 1   | –  | –      | –        | –  | 1  | –               | –  | –    | –  | –  | –      | –  |
| Uczestnicy                                                 | Polska                          | 112 | 10 | 10     | 10       | 10 | 8  | 12              | 10 | 8    | 10 | 8  | 8      | 8  |
| Uczestnicy                                                 | RFN (Marboo)                    | 3   | 0  | 0      | 0        | 0  | –  | –               | 3  | –    | 0  | –  | –      | –  |
| Uczestnicy                                                 | ZSRR (Ludmiła Senczina)         | 5   | 0  | 0      | 0        | 0  | –  | –               | 0  | –    | 0  | 4  | 1      | –  |
| Kraje w tabeli są uporządkowane w kolejności występowania. |                                 |     |    |        |          |    |    |                 |    |      |    |    |        |    |